# Mersak
Mersak is een bestuurslaag in het regentschap Aceh Selatan van de provincie Atjeh, Indonesië. Mersak telt 401 inwoners (volkstelling 2010).